# Sudanesische Befreiungsarmee/-Bewegung
Die Sudanesische Befreiungsarmee oder auch Sudanesische Befreiungsbewegung (kurz SLA/M für Sudan Liberation Army/Movement, arabisch حركة تحرير السودان, DMG Ḥarakat Taḥrīr as-Sūdān) ist ein loser Zusammenschluss von sudanesischen Rebellengruppen, die am Darfur-Konflikt im Sudan beteiligt sind.
Die SLA wurde im August 2001 als Darfur-Befreiungsfront (Darfur Liberation Front, DLF) gegründet, erklärte sich im März 2003 zur SLA/M und kämpft seither an der Seite der Bewegung für Gerechtigkeit und Gleichheit (JEM) gegen die Regierung in Khartum, die nach Angaben der Rebellen die Region Darfur vernachlässigt und die politische Teilhabe in Sudan unterbindet. Die Regierung ging daraufhin gegen die Rebellengruppen mit dem eigenen Militär und mit Hilfe der Dschandschawid-Milizen vor. Anfangs war die Unabhängigkeit Darfurs das erklärte Ziel, mittlerweile geht es um politische Autonomie und wirtschaftliche Anteile.
Die Sudanesische Befreiungsarmee wird von Eritrea sowie den USA unterstützt und ist, im Unterschied zur JEM, die vom Tschad unterstützt wird, Mitglied der National Democratic Alliance (NDA), einer Dachorganisation für Oppositionsparteien im Sudan.
Die SLA wird jedoch seit 2005 durch innere Streitigkeiten zwischen einzelnen Fraktionen geschwächt, die sogar mit militärischen Mitteln ausgetragen werden. Dabei kommt es auch zu Übergriffen auf Angehörige der UNAMID in Nord-Darfur, um deren Fahrzeuge für militärische Zwecke zu entwenden. Die SLA/M ist in die beiden Hauptgruppen SLM-Unity, deren Führer der Gründer der SLM, Abdel Wahid Mohamed al-Nur ist, und die SLA/MM unter Minni Arcua Minnawi gespalten. Von allen Rebellengruppen in Darfur unterzeichnete nur Minnawi im Mai 2006 in Abuja das Friedensabkommen mit der Regierung. Einige mit diesem Schritt nicht einverstandene SLA-Kommandeure liefen seitdem mit ihren Leuten zur SLM-Unity über. Es gibt außer den genannten drei Rebellengruppen weitere bewaffnete, teilweise unabhängig operierende Einheiten. Die Lage ist unübersichtlich, klare Abgrenzungen sind schwierig.
Am 31. August 2020 unterzeichnete die Regierung ein Friedensabkommen mit der Revolutionären Front, einer Allianz mehrerer Rebellengruppen, der unter anderem die Sudanesische Befreiungsarmee/-Bewegung und die Bewegung für Gerechtigkeit und Gleichheit angehören.